# Bartschia significans
Bartschia significans là một loài ốc biển, là động vật thân mềm chân bụng sống ở biển trong họ Buccinidae.

## Miêu tả
Loài này có kích thước giữa 40 mm và 51 mm

## Phân bố
Chúng phân bố ở Vịnh Mexico.